# Richterago angustifolia
Richterago angustifolia là một loài thực vật có hoa trong họ Cúc. Loài này được (Gardner) Roque mô tả khoa học đầu tiên năm 2001.